# Sveio kommun
Sveio kommun (norska: Sveio kommune) är en kommun i Vestland fylke i västra Norge. Kommunens centralort är tätorten Sveio. Sveio var i många decennier Norges röst i utlandet då här fanns kortvågssändare för NRK:s utlandsprogram. Dessa sändningar har numera upphört.
Tidigare har kommunen tillhört dåvarande Hordaland fylke.

## Geografi
Sveio kommun ligger på en halvö och har en lång kustlinje med många små fjordar och vikar. De två största fjordarna är Førdesfjorden och Viksefjorden. Landskapet i kommunen är också varierat; i söder är landskapet småkuperat och skiftar mellan inägomark och stora utmarksvidder, medan det på den norra delen av halvön domineras av berg och barrskog. I norr finner man också kommunens högsta punkt, Trollavassnipen, som ligger 432 meter över havet.
I hela kommunen finns många småsjöar och myrområden; hela 22 kvadratkilometer av kommunen täcks av färskvatten. Det finns totalt 282 små och mellanstora sjöar i Sveio, med Vigdarvatnet centralt i kommunen som det största.

## Historia
Området har varit bebott sedan stenåldern. Kommunen har, tack vare sin belägenhet på halvön, varit en viktig punkt för resande mellan Stavanger och Bergen.

## Tätorter
I Sveio kommun finns tre tätorter:
- Førde
- Rophus
- Sveio (centralort)

## Socknar
Inom Norska kyrkan är Sveio kommun indelad i två socknar:
- Sveio socken
- Valestrand og Førde socken

Socknarna ingår i Sunnhordlands prosteri i Bjørgvins stift.

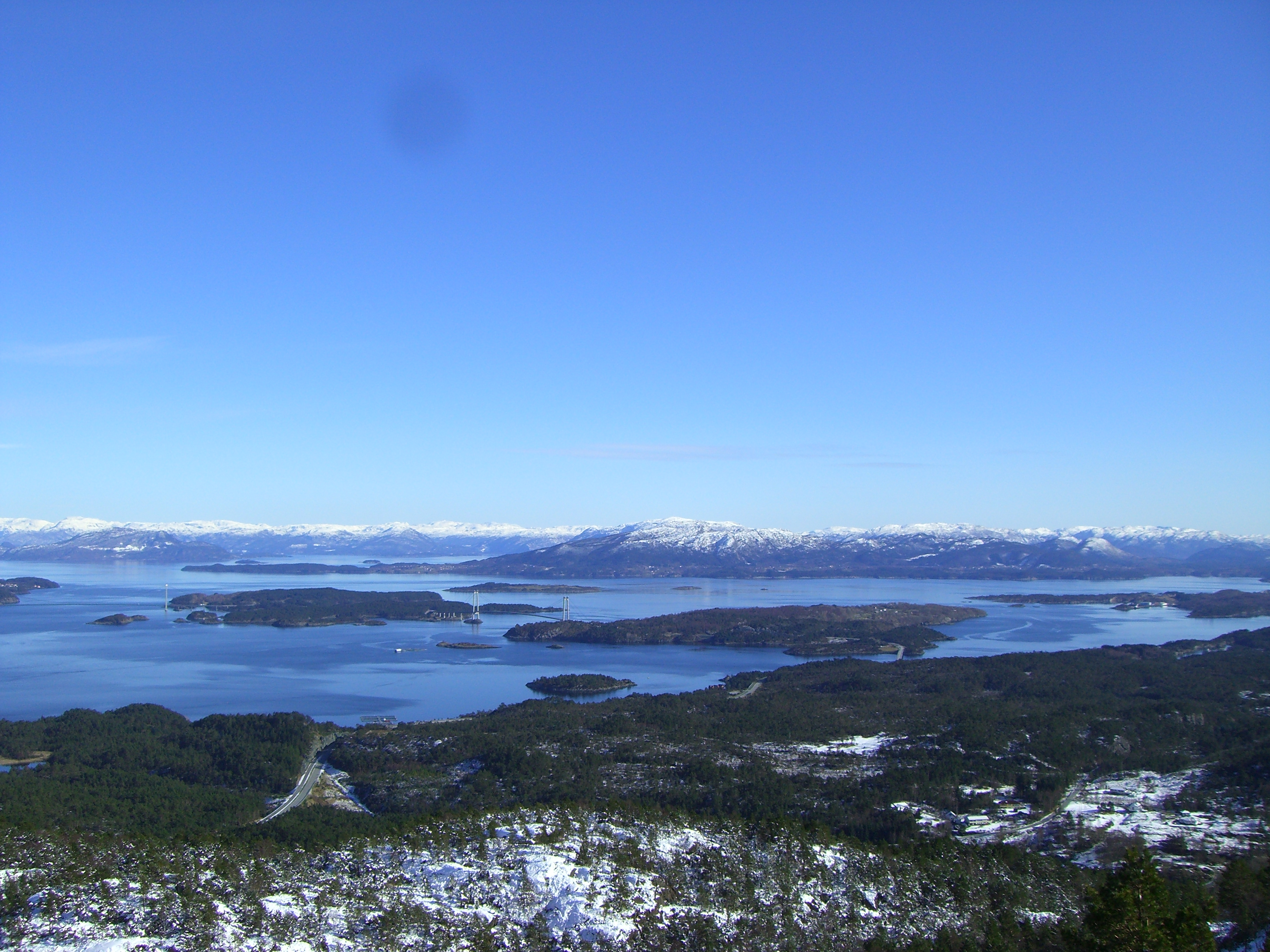
Bømlafjorden.